# Vestmannaeyjar
Vestmannaeyjar (dansk Vestmannaøerne) er en øgruppe af vulkansk oprindelse syd for Island, der består af 15 øer, 30 skær og 30 klipper. 
Området ligger i regionen Suðurland, som danner kommunen Vestmannaeyjabær, der i 2009 havde 4086 indbyggere. Kun den største af øerne, Heimaey, er beboet. Vestmannaøernes borgmester er Elliði Vignisson.
Øgruppen har fået sit navn efter irere, som blev taget til fange for at bruges til trælle af norrøn-gælerne (benævnelse for folk af blandet norrøn og gælisk oprindelse, som dominerede store dele af området omkring det Irske Hav og det vestlige Skotland i middelalderen). Det gamle norrøne ord vestmenn blev brugt om irerne og blev bevaret i det islandske sprog, selv om Irland ligger længere mod øst end Island. 
I 1600-tallet var Vestmannaøerne ofte plaget af sørøvere. 1615 blev tre irske sørøverskibe overrasket af to danske orlogsskibe ved Vestmannaøerne. Alle overlevende sørøvere blev taget til fange og henrettet.
Men allerede i 1627 blev 242 indbyggere, heriblandt præsten Ólafur Egilsson, bortført til Algeriet af tre algeriske sørøverskibe. Den danske lensmand afværgede aktiv modstand fra skansen ved Bessastaðir af frygt for kapernes overtal.
Området er som det øvrige Island vulkansk aktivt. Der var to store udbrud i området i 1900-tallet. Det første var i 1963 da et 3½ år langt udbrud dannede øen Surtsey, og det andet var udbruddet af Eldfell på øen Heimaey i 1973, som nødvendiggjorde en hurtig evakuering af de fleste af øens indbyggere.

## Geografi
Den vulkanske økæde med sit eget vulkansystem strækker sig fra syd for Eyjafjallajökull ud i Atlanterhavet i sydvestlig retning.
Den største del af det undersøiske vulkansystem er i længden ca. 38 km, i bredden 30 km – som også cirka svarer til økædens længde og bredde. 
Heimaey er med sit areal på 13,6 km² den største ø og den eneste, der beboes hele året. 
Surtsey 15 km sydvest for Heimaey er med sit areal på 1,41 km² (2004)) øgruppens næststørste ø. 
Af mindre øer er der blandt andre Elliðaey med et areal på 0,45 km², Bjarnarey med et areal på 0,32 km², Álsey med et areal på 0,25 km², Suðurey med et areal på 0,20 km², Brandur og Hellisey med hver et areal på 0,1 km², Súlnasker med et areal på 0,03 km², Geldungur med et areal på 0,02 km² og Geirfuglasker med et areal på 0,02 km². Surtsey er den sydligste og Elliðaey den nordligste ø.